# Centar za žene žrtve rata – Rosa
Centar za žene žrtve rata – Rosa (CŽŽR), feministička, antimilitaristička, neprofitna organizacija, osnovana 1992. godine s ciljem podrške ženama, žrtvama ratnog i drugih oblika patrijarhalnog nasilja. Koordinatorica je Nela Pamuković.

## Aktivnosti
Centar za žene žrtve rata – Rosa (CŽŽR) u Zagrebu je izgrađen na iskustvima ženskog i mirovnog pokreta u kojem su osnivačice Centra bile aktivne: Sekcija Žena i društvo, Ženska grupa Trešnjevka, SOS telefon – Ženska pomoć sada, Autonomna ženska kuća Zagreb i Antiratna kampanja Hrvatske. Važna iskustva u izgradnji civilnog društva osamdesetih godina 20. stoljeća osnivačice CŽŽR su prenijele u ratni kontekst djelovanja organizirajući brojne aktivnosti.
Od 1997. godine u suradnji s Autonomnom ženskom kućom Zagreb CŽŽR vodi Žensko savjetovalište koje pruža besplatnu, stručnu i anonimnu pomoć i podršku. U tu svrhu angažirane su odvjetnice, psihologinje, psihijatrice i savjetodavke. Godine 2001. godine CŽŽR je pokrenuo SOS liniju 0800 77 99 protiv trgovanja ljudima koja je besplatna za pozivatelje, a tijekom vremena je postala dio Nacionalnog programa za suzbijanje trgovanja ljudima. Osim izravnih servisa pomoći za žene žrtve različitih oblika nasilja i zagovaračkog rada dugi niz godina CŽŽR je aktivan u procesima umrežavanja na nacionalnoj i međunarodnoj razini. Suosnivač je Ženske mreže Hrvatske i PETRA Mreže - mreže za suzbijanje trgovanja ženama i djevojčicama.

## Koordinatorice
| #  | fotografija | ime                       | mandat | mandat     | mandat |
| -- | ----------- | ------------------------- | ------ | ---------- | ------ |
| 1. |             | Vesna Kesić (1948.-2020.) | 1992.  | 1993.      |        |
| 2. |             | Nela Pamuković (r. 1959.) | 1993.  | trenutačno |        |

## Vanjske poveznice
- Centar za žene žrtve rata – Rosa  Arhivirana inačica izvorne stranice od 19. svibnja 2020. (Wayback Machine)